# Leticija Kasta
Leticija Mari Lor Kasta (fr. Laetitia Marie Laure Casta; Pont Odemer, 11. maj 1978) je francuska glumica, model i režiserka.

## Biografija
Iako rođena u Normandiji, odakle joj je majka Lin Blen, većinu svog detinjstva provela u rodnom kraju svoga oca Dominika Kaste, na ostrvu Korzika. Ima starijeg brata, Žan-Batistu, i mlađu sestru, Mari-Anž.
Leticija Kasta nije volela školu, bila je sanjar i često je maštala. Volela je da odlazi u prirodu, da leži u travi, kupa se u rekama, a jedini predmet u školi koji je volela bila je likovna kultura jer je bila zaljubljena u svoga profesora.

## Karijera

### Manekenstvo
Leta 1993. godine kao petnaestogodišnjakinja bila je sa porodicom na plaži kada ju je primetio fotograf Pariske modne agencije Medison. Prišao je i rekao njenim roditeljima da je dovedu u Pariz na kasting. Leticijini roditelji su dugo oklevali, ali na kraju su pristali. Na kastingu ju je primetio Pol Marsijano, osnivač i art direktor modne kuće Guess?. Mnogi modni kritičari bili su negativno nastrojeni prema njoj, jer je sa 169 cm bila ispod visine koja je potrebna za manekenstvo. Ipak, Marsijano joj je dao šansu i ona je postala lice njegove modne linije.
1996. godine je postala model modne kuće „Viktorija sikret“ i reklamirala donje rublje. Par godina kasnije postala je i jedan od pet Viktorijinih anđela pored Tajre Benks, Hajdi Klum, Karen Molder i Stefani Simor.
Kasta zatim 1997. potpisuje ugovor na tri godine sa kompanijom Sport's Illustrated. Naredne godine postaje zaštitno lice kozmetičke kuće L'Oreal, čije je vodeće lice i dan-danas i koju predstavlja na Kanski filmski festivalu svake godine. Postaje muza modnog kreatora Iv San Lorena i otvara i zatvara svaku njegovu reviju. 1999. slika se za kalendar Pirelli.
2012. godine, ona je lice mirisa Dolče & Gabana Pour Femme (Za Žena).

### Gluma
1999. godine, Leticija Kasta se okušava i na filmu u francuskom blokbasteru, i najskupljem filmu u istoriji francuske kinematografije, Asteriks i Obeliks: protiv Cezara. Glumi pored Roberta Beninjija i Žerar Depardijea.
Glavnu ulogu u mini seriji Plavi bicikl dobila je 2000. godine kada glumi Lea Delmas.
2001. godine, pojavljuje se na Kanskom festivalu u maju gde predstavljala film Divlje duše režisera Raoul Ruiz.

### Privatni život
2017. godine, mama troje dece, udata je za Luj Garel.

### Javnom život
2000. godine, postaje nova Marijana, simbol francuske republike i oličenje slobode francuskog naroda. Pre nje tu čast imale su Brižit Bardo i Katrin Denev. Statua sa njenim likom ukrašavala je značajne zgrade u Parizu, a njen lik se našao i na francuskim kovanicama.
2012. godine, ona je u žiriju 69. Mostre.
2014. godine, ona uručuje nagradu „Zlatnu zvezdu“ Džeremi Ajrons u 14. Marakeš festivalu.
2016. godine, Leticija Kasta je Unicef-ovom veleposlanicom dobre volje.

## Filmografija

### Režiserka
- 2016: U sebi (En moi):[15][17] glumca su Ivan Atal za Režiser, Lara Stone [] za Žena, Matilde Bisson [] za Glumica, Akaji Maro (麿 赤兒); Kanski filmski festival, Nedelje kritike

### Glumica
- 2000: Plavi bicikl,[9] režisera Tijeri Binisti: Lea Delmas
- 2001: Divlje duše,[10] režisera Raoul Ruiz: Terezija; Kanski filmski festival van konkurencije
- 2002: Ulica uživanja,[10] režisera Patris Lekont: Marion
- 2009: Lice[10] (脸), režisera Cai Ming-liang: Saloma; Kanski filmski festival u zvaničnoj konkurenciji[18]
- 2010: Genzbur: Opasne misli (Herojski ћivot),[19] režisera Joan Sfar: Brižit Bardo[10]
- 2012: Arbitrage,[9][20] režisera Nikola Jarecki: Žili Cote
- 2014: Francuskinje[21] (Sous les jupes des filles), režisera Odri Dana: Agata
- 2019: Zad horizontot[22] (Le milieu de l'horizon), režisera Delphine Lehéricey: mama
- 2019: Veran čovek (L'Homme fidèle),[23] režisera Luj Garel: Marijana

## Priznanja
2011. godine, Jeda puta je bila nominovana za nagradu Cezar u filmu Genzbur: Opasne misli.
Leticija Kasta је проглашена за francuski orden viteza umetnosti i književnosti.

## Spoljašnje veze
- Zvanični veb-sajt (језик: француски)
- Leticija Kasta na sajtu
- Leticija Kasta na sajtu  (jezik: engleski)
- Leticija Kasta na veb-sajtu  (jezik: engleski)